# Geoff Rowley
Geoff Rowley (født 6. juni 1976 i Liverpool i England) er en professionel skater fra Liverpool og medejer af Flip Skateboards. Han bor nu i Huntington Beach. Rowley begyndte at skate, da han var 12 år gammel og flyttede sammen med kollegerne Tom Penny, Rune Glifberg og Andy Scott til Californien i slutningen af 1990'erne. Hans første sponsor var Deathbox Skateboards.
Rowley har også optrådt i Tony Hawk-serien.

## Videografi
- Rollersnakes 720
- Transworld Uno (1996)
- Volcom Freedom Wig (1997)
- Transworld Feedback (1999)
- Flip Sorry (2002)
- Chomp on this
- Flip Really Sorry (2003)
- Thrasher SOTY (2003)
- Volcom: Chichagof (2004)[1]
- Vans: Pleased to Meet You Tour (2005)
- Thrasher: King of the Road (2005)
- Flip Extremely Sorry (2009)
- Flip: The Weight of the World (2012)